# Żarki (rejon łokniański)
Żarki (ros. Жарки) – wieś (ros. деревня, trb. dieriewnia) w zachodniej Rosji, w wołoscie Michajłowskaja (osiedle wiejskie) rejonu łokniańskiego w obwodzie pskowskim.

## Geografia
Miejscowość położona jest nad rzeką Korobowka, 15 km od centrum administracyjnego osiedla wiejskiego (Michajłow Pogost), 21,5 km od centrum administracyjnego rejonu (Łoknia), 160 km od stolicy obwodu (Psków).

## Demografia
W 2010 r. miejscowość zamieszkiwało 71 osób.